# Эймос, Хэллам
Хэллам Эймос (англ. Hallam Amos; род. 24 сентября 1994 года в Стокпорте, Большой Манчестер, Англия) — валлийский профессиональный регбист, выступал на позиции винга и фулбэка.

## Биография

### Клубная карьера
Дебютировал в составе «Ньюпорт Гвент Дрэгонс» 22 октября 2011 года в матче Англо-валлийского кубка против «Уоспс». В тот день Эймосу было 17 лет и 28 дней, и он стал самым молодым игроком когда-либо выходившим в составе валлийских клубов; в том матче он также занёс попытку, что тоже стало рекордом. В том же матче на поле вышел и стал новым рекордсменом Джек Диксон, которому было 16 лет 313 дней. Тем не менее, Эймос всё ещё остаётся самым молодым игроком валлийского клуба, занёсшим попытку. В 2014 году игрок подписал двойной контракт (англ. National Dual Contract) на шестилетний срок. Помимо игры в регби, Эймос учится на врача в Кардиффском университете.
23 сентября 2016 года Эймос впервые вышел на поле в качестве капитана «Ньюпорт Гвент Дрэгонс» в матче против «Бенеттона», закончившемся для «драконов» поражением 27:11

### Карьера в сборной
В январе 2013 года Эймос был вызван в сборную Уэльса U20 на матчи молодёжного Кубка шести наций.
Позже, в ноябре того же года, игрока вызвали в основной состав сборной Уэльса на осенние матчи. Эймос дебютировал 22 ноября в матче против сборной Тонга, выигранном со счётом 17:7, причём занесённая попытка игрока была отменена.
В сентябре 2015 года игрока вызвали в сборную на матчи Чемпионат мира 2015. На турнире Эймос сыграл два матча, в которых занёс одну попытку. Во время матча против сборной Англии игрок получил травму плеча и больше на поле не выходил.